# Bretagne nouvelle
Bretagne nouvelle eller Le Mouvement Régionaliste Breton är en politisk rörelse grundad av före detta regionalrådet i dåvarande regionen Centre, Xavier Guillemot. Rörelsen är en militant identitär organisation för avskiljandet av Bretagne från staten Frankrike. Organisationen har populistiska inslag och är för ett bevarande av den britonska identiteten som de menar är hotad av globalisering och utomeuropeisk invandring. 